# Oliver Twist (film, 2005)
Oliver Twist är en brittisk-tjeckisk-fransk-italiensk film från 2005. Den regisserades av Roman Polanski, utspelar sig i 1800-talets Storbritannien och är baserad på Charles Dickens Oliver Twist.

## Skådespelare
- Barney Clark - Oliver Twist
- Jamie Foreman - Bill Sykes
- Ben Kingsley - Fagin
- Harry Eden - Jack Dawkins "Räven"
- Leanne Rowe - Nancy
- Lewis Chase - Charley Bates
- Edward Hardwicke - Herr Brownlow
- Jeremy Swift - Herr Bumble
- Mark Strong - Toby Crackit
- Frances Cuka - Fru Bedwin
- Chris Overton - Noah Claypole
- Michael Heath - Herr Sowerberry
- Gillian Hanna - Fru Sowerberry
- Alun Armstrong - Domare Fang

### Fotnoter
1. ↑  ”Oliver Twist film igen efter 56 år Jackie Chan ska slåss mot AIDS”. Svenska dagbladet. 28 april 2004. http://www.svd.se/oliver-twist-film-igen-efter-56-ar-jackie-chan-ska-slass-mot-aids. Läst 21 augusti 2016.